# Historia najnowsza

Rewolucja francuska w 1789. Wydarzenie, które według wielu historyków rozpoczyna historię najnowszą.

Historia najnowsza – epoka w historii Europy obejmująca okres od zakończenia nowożytności.
Za daty początkowe przyjmuje się najczęściej: 1789 (rewolucja francuska), 1815 (kongres wiedeński) lub 1848 (Wiosna Ludów). W Polsce przyjęło się liczyć od trzeciego rozbioru Rzeczypospolitej w 1795 r. Część badaczy przyjmuje, że właściwą cezurą była dopiero I wojna światowa. Szkoła anglosaska nie uznaje historii najnowszej, uznając czasy współczesne za część nowożytności.
Wewnątrz epoki najczęściej stosuje się następujący podział:
- rewolucja przemysłowa (do ok. 1850)
- druga rewolucja przemysłowa (ok. 1850–1914)
- I wojna światowa (1914–1918)
- dwudziestolecie międzywojenne (1918–1939)
- II wojna światowa (1939–1945)
- okres powojenny (od 1945)
  - okres zimnowojenny (od lat 1945–1947 do lat 1989–1991)
  - okres postzimnowojenny (od 1991)